# 改良漢狄法
改良漢狄法，或稱新漢狄法、澳門漢狄法，是比例代表制最高均數法的選舉方式之一，其特點為以2的自然數冪（而非漢狄法的正整數）為其除數以得出商數（均數）。改良漢狄法自1992年起獲澳門採用為其立法會直接選舉議席的選舉方式，而澳門也是世界上唯一採用改良漢狄法進行議會選舉的地區。

## 原理
改良漢狄法由漢狄法修改而來。原始的漢狄法的基本規則是將所有參選黨派名單所取得票數除以由1至應選出議席總數的各個正整數，然後將得出的數字分配予該黨派名單上對應排名的候選人（如黨派名單首位為黨派名單所取得票數除以1，次位為除以2，第三位除以3，第四位除以4，如此類推），然後比較各黨派候選人所獲得的數字，高者為勝。漢狄法的基本規則可以下方的公式表示，而在下方的公式中，V代表黨派名單的得票總數，大寫N代表應選出議席總數，小寫n代表黨派名單的第n位，而Vn則代表在漢狄法下黨派名單第n位的所得票數。
改良漢狄法與原始的漢狄法的不同之處在於改良漢狄法的除數變成首應選出議席總數個2的自然數冪（即黨派名單首位為黨派名單所取得票數除以1，次位為除以2，第三位除以4，第四位除以8，如此類推）。改良漢狄法的規則可以下方的公式表示，而在下方的公式中，V代表黨派名單的得票總數，大寫N代表應選出議席總數，小寫n代表黨派名單的第n位，而Vn' 則代表在改良漢狄法下黨派名單第n位的所得票數。

## 應用

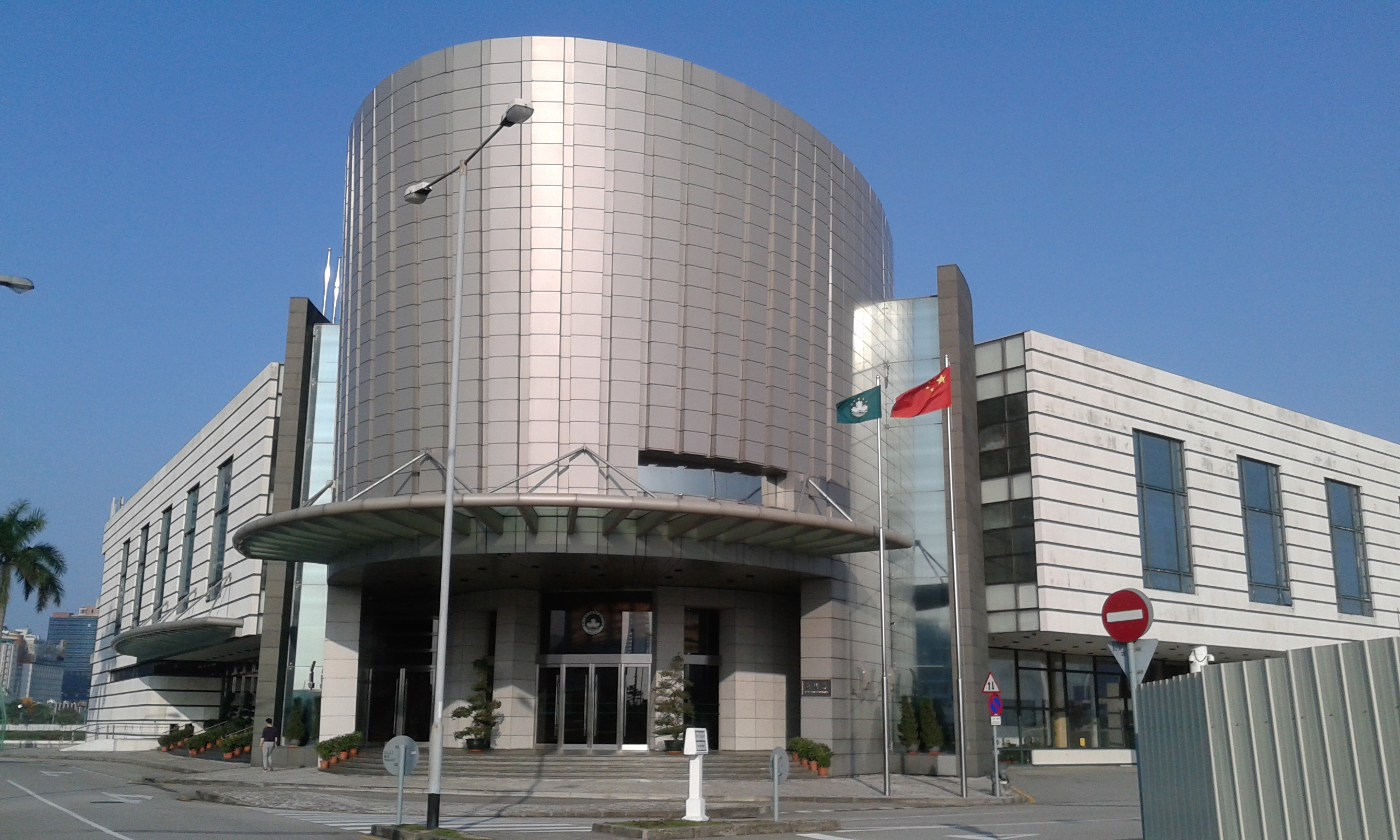
澳門是世界上唯一採用改良漢狄法進行議會選舉的地區，圖為澳門立法會大樓

### 範例
設某地以改良漢狄法選出5個直接選舉議席，選舉中共有3個黨派名單參選、2300有效票，投票結果如下：
| 黨派名單＼除數 | 1    | 2   | 4   | 8    | 16    | 贏得議席 |
| -------------- | ---- | --- | --- | ---- | ----- | -------- |
| A              | 1000 | 500 | 250 | 125  | 62.5  | 2（40%） |
| B              | 800  | 400 | 200 | 100  | 50    | 2（40%） |
| C              | 500  | 250 | 125 | 62.5 | 31.25 | 1（20%） |

則A名單與B名單各自的首兩位候選人，以及C名單的首位候選人當選，其餘候選人落選。以上範例出自《蘋果日報》於2017年9月11日的新聞報導。

### 實例
根據1976年頒佈生效的《澳門組織章程》，澳門自1976年開始舉行立法會選舉，其中有8名議員以直接和普遍選舉產生，相關直選議席直至1988年澳門立法會選舉仍使用原始的漢狄法選出。然而，由於新興社團的得票在1988年的選舉中有所增加，使其直選議席數亦有所增加，立法會內的建制派議員以其於立法會內的過半數優勢（3位直選議席中屬“聯合”名單的議員、6位間選議員，以及委任議員中的華人議員）於1991年2月初修改選舉規則，故改良漢狄法自1992年澳門立法會選舉起實行至今，使澳門成為世界上唯一採用改良漢狄法進行議會選舉的地區。